# Bruce Baumgartner
Bruce Robert Baumgartner (Haledon, 2 novembre 1960) è un ex lottatore statunitense, specializzato nella lotta libera.
Ha conquistato quattro medaglie olimpiche in altrettante partecipazioni ai giochi.

## Palmarès
Olimpiadi
- 4 medaglie:
  - 2 ori (pesi supermassimi a Los Angeles 1984, pesi supermassimi a Barcellona 1992)
  - 1 argento (pesi supermassimi a Seul 1988)
  - 1 bronzo (pesi supermassimi a Atlanta 1996).

Mondiali
- 9 medaglie:
  - 3 ori (pesi supermassimi a Budapest 1966, pesi supermassimi a Toronto 1993, pesi supermassimi a Atlanta 1995)
  - 3 argenti (pesi supermassimi a Martigny 1989, pesi supermassimi a Tokyo 1990, pesi supermassimi a Istanbul 1994)
  - 3 bronzi (pesi massimi a Kiev 1983, pesi supermassimi a Budapest 1985, pesi supermassimi a Clermont-Ferrand 1987).

Giochi panamericani
- 4 medaglie:
  - 3 ori (pesi supermassimi a Indianapolis 1987, pesi supermassimi a L'Avana 1991, pesi supermassimi a Mar del Plata 1995)
  - 1 argento (pesi supermassimi a Caracas 1983).